# Мягкий контейнер

ХИМПЭК

Мягкий контейнер (англ. flexible intermediate bulk container (FIBC), bulk bag, или big bag) — контейнер из полипропиленовой ткани грузоподъёмностью от 300 кг до 3000 кг имеющий от одной до четырёх петель (строп).
Различают одно- и двух-, четырёхстропные мягкие контейнеры. Грузоподъёмные стропы являются продолжением «тела» контейнера, четырёхстропные мягкие контейнеры с ленточными стропами вшитыми по углам контейнера, накладными (пришитыми) на «тело» контейнера. Мягкие контейнеры могут комплектоваться полиэтиленовыми вкладышами различной толщины и могут иметь специфические свойства такие как термостойкость, антистатичность. Полиэтиленовые вкладыши могут быть, как вложенными внутрь контейнера, так и прикреплены к самому контейнеру, также могут иметь горловины различной ширины, при использовании загрузочных станций.
Применяется для хранения и транспортировки сухих сыпучих пищевых и не пищевых продуктов и материалов, таких как сахар, корма для животных, цемент, песок, сухие смеси, минеральные удобрения, гранулированные полимерные материалы и практически любые другие продукты и материалы.
Мягкий контейнер, как правило, производится из полипропиленовой или капроновой (полиамидной) ткани. Для некоторых видов мягких контейнеров, полипропиленовая ткань может быть ламинирована.

## Виды мягких контейнеров
В зависимости от специфики применения, могут быть изготовлены следующие специальные виды мягких контейнеров:
- Одно-, двух-, четырёхстропные мягкие контейнеры с вкладышем и без него.
- Электростатические мягкие контейнеры (тип B, C, D).
- Формостабильные мягкие контейнеры (контейнеры с ребрами жёсткости внутри).

Стандартных размеров мягкого контейнера, как правило, нет. Существует ряд типоразмеров, которые могут соответствовать тому или иному загружаемому в мягкий контейнер продукту. Грузоподъёмность мягкого контейнера может быть различной, наиболее часто встречаются грузоподъёмности 300 кг, 500 кг, 800 кг, 1000 кг, 1250 кг, 1500 кг и т. д. до 3000 кг. Как правило, производители мягких контейнеров могут изготовить мягкие контейнеры практически любой конфигурации грузоподъёмностью до 3000 кг, с дополнительными элементами, такими как загрузочный рукав (клапан) и разгрузочный рукав (клапан). Для стандартного контейнера коэффициент запаса прочности закладывается производителями 6:1, для контейнеров имеющих сертификат ООН не менее 6:1, то есть шестикратный запас прочности.

## Требования в РФ
Вне зависимости от количества строп, мягкий контейнер должен иметь сертификаты Госстандарта и Минтранса РФ и соответствовать Международному стандарту ISO 21898-2004 и Требованиям ООН к перевозке опасных грузов. При условии, что данные мягкие контейнеры будут иметь необходимую маркировку на «теле» контейнера. Без данных подтверждённых документами мягкий контейнер не является безопасным и надёжным. 